# 295
295 је била проста година.

## Догађаји
- Конзули Нумије Туск и Гај Аније Анулин.
- Изградња Диоклецијанове палате у Сполету Далмација.
- Галерије је угушио побуну у Малој Скитији.
- Галерије трпи пораз у Ирану
- Кинески дипломати су, интригама, изазвали убиство табгачког принца и смрт кана. Подела Табгача на три аимака на челу са кановима Лугуаном, Итом и Илуом.

## Дани сећања
- Максимилијан (мученик)  ранохришћански светац и мученик.
- Сузана Римска  једина ћерка римског презвитера Габинија.